# Агаразиева, Вюсаля Наиб кызы
Вюсаля Агаразыева Наиб (азерб. Vüsalə Ağarazıyeva Naib) — азербайджанская художница, керамистка.

## Биография
Родилась 12 июля 1990 года в г. Баку. В 2012 году окончила Азербайджанскую государственную художественную академию, факультет «декоративно-прикладное искусство». Там же получила степень магистра по специальности «керамика». Член союза художников Азербайджана.

## Творчество

В 2017 году создав монументальную роспись в трёхмерном изображении на стенах Ичеришехер, Вюсаля Агаразиева стала первым и знаковым художником в Азербайджане, исполнившим живописную работу на фасадной стене в подобных масштабах. Тем самым было положено начало развитию мурал арта в стране.
С 2017 по 2021 год В. Агаразиева с художниками своей команды Дашгыном Байрамовым и Агаяром Барышевым, являясь и автором идей, и художником-исполнителем, создала на центральных улицах столицы и в регионах ряд монументальных работ.
В октябре 2020 года в связи с войной в захваченных Арменией Карабахе и 7 районах, В. Агаразиева заручившись поддержкой Управления Государственного Историко-архитектурного Заповедника «Ичеришехер» создала на стене у центрального входа («Гоша гала») в «старый» город трёхмерное изображение флага — государственного символа Азербайджана. Как она неоднократно говорила в своих интервью, этот порыв был рожден желанием поддержать Родину и соотечественников в сложный, судьбоносный момент.
В ноябре — декабре 2020 года В. Агаразиева получив предложение от бакинской галереи «Gazelli art house» создала работу для благотворительной выставки «Путь домой» («Way Back Home»). Она представила композицию «We are one», с изображениями территориальных карт семи освобожденных районов и Карабаха, вырезанную из дерева. Выделив каждую территорию определённой фактурой и цветом, художник подчеркнул индивидуальную красоту и значимость этого региона. В одной цельной композиции сделан акцент на каждую территориальную единицу по отдельности. Названием «We are one» автор подчеркнул факт целостности территории и важность самого понятия единства. Вырученная сумма полностью была передана семьям погибших во время Второй Карабахской войны.
Несмотря на известность, которую принесли ей монументальная роспись стен, скульптурные работы и нашумевшие концептуальные видеофильмы, живопись остается для художника основным видом творческой деятельности. Узнаваемый почерк и особая атмосфера её живописных работ вызывает интерес и получает высокую оценку экспертов.
С 2018 года является соучредителем общественной организации «YARADAN» по поддержке и развитию творческой деятельности, цель которой предоставить детям возможность проявить свой творческий потенциал, раскрыть его и использовать во благо себе и окружающим.
В рамках проекта «Дети-творцы» (азерб. «Yaradan uşaqlar»), осуществляемой организацией, В. Агаразыева является педагогом и работает с подростками, включая детей с ограниченными физическими возможностями, из малообеспеченных семей и из приютов.
По приглашению теннисного клуба ТАДЖСПОР (Tacspor) при Федерации тенниса Турции c апреля по июль 2021 года работала в Стамбуле над разработкой и изготовлением кубков чемпионов международного теннисного турнира «Карабах».
С 2012 года творческая мастерская В. Агаразиевой располагается в г. Баку, в Ичеришехер.
Среди разработанных художником фирменных знаков логотип самого большого в Закавказье крытого концертно-спортивного комплекса — Бакинского кристального зала.
В. Агаразиевой посвящена художественная книга Нигяр Рзаевой «Творец», изданная в 2017 году, которая в течение двух лет фигурировала в ряду активно продаваемых книг в сети книжных магазинов страны.
В 2019 году В. Агаразиева была внесена в список «100 лиц азербайджанской молодежи», определяемый Национальным советов молодёжных организаций Азербайджана.
В 2021 году создала ограниченное количество этно-шахмат под названием «Гала».
Работы художницы представлены в азербайджанском павильоне на 60-й венецианской биеннале 2024 года.
Является участником многочисленных групповых и персональных выставок в Азербайджане и за её пределами, где представляет свои работы по живописи, инсталляции и видео арты.

## Галерея